# José Manuel Rueda
José Manuel Rueda (ur. 30 stycznia 1988 w Linares) – hiszpański piłkarz grający na pozycji pomocnika w CD Olímpic de Xàtiva.

## Kariera piłkarska
Debiutował w Primera División 17 maja 2008 w meczu z Real Murcia zastępując Eiður Guðjohnsen. W sezonie 2009/2010 został mianowany kapitanem FC Barcelona B. W czerwcu 2010, obok dwóch innych rodaków, w tym kolegą z Barcelony B Víctorem Espasandínem, Rueda przeszedł do klubu Omonia Nikozja. W 2011 roku wrócił do Hiszpanii, gdzie występował w zespołach Segunda División – Xerez CD oraz SD Ponferradina. Następnie grał w marokańskim Moghrebie Tétouan, a także w drużynach Segunda División B – Linares Deportivo oraz SCR Peña Deportiva. W 2018 roku przeszedł do CD Olímpic de Xàtiva z Tercera División.
W Segunda División rozegrał 95 spotkań i zdobył 5 bramek.

## Występy klubowe
| Klub               | Sezon              | Liga    | Liga | Puchar  | Puchar | Europa (Liga Mistrzów i Superpuchar Europy) | Europa (Liga Mistrzów i Superpuchar Europy) | Łącznie | Łącznie |
| Klub               | Sezon              | Występy | Gole | Występy | Gole   | Występy                                     | Gole                                        | Występy | Gole    |
| ------------------ | ------------------ | ------- | ---- | ------- | ------ | ------------------------------------------- | ------------------------------------------- | ------- | ------- |
| FC Barcelona B     | 2007-08            | 20      | 0    | -       | -      | -                                           | -                                           | 20      | 0       |
| FC Barcelona B     | 2008-09            | 25      | 1    | -       | -      | -                                           | -                                           | 25      | 1       |
| FC Barcelona B     | 2009-10            | 38      | 4    | -       | -      | -                                           | -                                           | 38      | 4       |
| FC Barcelona B     | Łącznie            | 83      | 5    | -       | -      | -                                           | -                                           | 83      | 5       |
| FC Barcelona       | 2007-08            | 1       | 0    | 0       | 0      | 0                                           | 0                                           | 1       | 0       |
| FC Barcelona       | Łącznie            | 1       | 0    | -       | -      | -                                           | -                                           | 1       | 0       |
| Łącznie w karierze | Łącznie w karierze | 84      | 5    | 0       | 0      | 0                                           | 0                                           | 84      | 5       |